# NGC 928
NGC 928 je galaksija u zviježđu Ovan.

## Vanjske poveznice
- SEDS: NGC 928